# Angela Visser
Angela Visser (Nieuwerkerk aan den IJssel, 18 ottobre 1966) è una modella olandese, eletta Miss Universo 1989.

## Biografia
Vincitrice del concorso Miss Paesi Bassi 1988, Angela Visser aveva partecipato a Miss Mondo, senza classificarsi, prima di diventare la prima donna olandese ad ottenere il titolo di Miss Universo.
Dopo il suo anno di regno, Angela Visser ha recitato in diversi telefilm come Friends, Beverly Hills 90210, Acapulco H.E.A.T., Blossom - Le avventure di una teenager e Baywatch e nel film Killer Tomatoes Eat France.